# الوهم (أغنية)
الوهم (بالكورية: 도깨비불؛ رومنة كورية: ويل-أو-ذا-ويسب ؛ بالانجليزية: Illusion) هي أغنية ترويجية منفردة سجلتها فرقة الفتيات الكورية الجنوبية ايسبا للأسطوانة المطولة غيرلز. تم إصدار الأغنية في 1 يونيو 2022. نوع الأغنية هيب هوب وموسيقى البوب والرقص وهايبر بوب. تلقت الأغنية اراء إيجابية من نقاد الموسيقى.

## الترويج
في 26 و27 يونيو، قمن ايسبا بأداء الأغنية كجزء من حفلهم الموسيقي بعنوان "ايسبا شوكيس سينك" في لوس أنجلوس.  تم الترويج للاغنية في عدة برامج موسيقية أخرى مثل إم كاونت داون وشوو! أوماك جونشيم.